# Chrona
Chrona (クロナ - Kurona?) es un personaje ficticio y principal del manga y anime Soul Eater, creado por Atsushi Okubo. Chrona es técnica de Ragnarok.

## Características
Chrona es de gran altura, contextura delgada y largos brazos. Mantiene un cabello color lila pálido cortado desigual, tiene unos ojos de color celeste o azul según sus emociones, se cree que cuando está en modo de ataque sus ojos son celeste claro casi llegando al blanco y cuando está tranquila o sincronizada con Maka sus ojos son de color azul noche.

## Personalidad
Chrona es ingenuo y sumiso, constantemente fastidiado por Ragnarok, al que le gusta gastarle bromas más bien pesadas. A Chrona no le gusta luchar, frecuentemente es incapaz de superar cualquier obstáculo que se le presente.
Chrona trata de adaptarse e interactuar con más gente, lo que puede llevar cierto tiempo debido al trato abusivo de Medusa. Generalmente, permanece en un rincón de cualquier habitación, y se acobardará si se asusta, llamando a la esquina de su propio cuarto 'Sr. Rincón'. Chrona interactúa mayormente con los demás solo cuando Maka está presente, debido a que Maka puede sincronizarse con la onda del alma de Chrona para ser comprensiva y calmada cuando es necesario. Debido a su falta de interacción con otras personas, Chrona no tiene prácticamente ninguna experiencia interactuando con otros, de allí la repetida frase de Chrona: "No sé cómo lidiar con esto".
Cuando regresa Medusa, Chrona actúa como espía, pero sigue considerando a Maka su amiga. Medusa afirma que Chrona ha sido capturada por Arachne y que será un sacrificio viviente, lo cual se desmiente más tarde cuando se ve que es Medusa quien la tiene en su poder.

## Historia
Chrona desde pequeño fue manipulado por su madre, Medusa Gorgon. Chrona por lo general no sabe lidiar con nada ya que siempre fue usada por su "supuesta madre", carece de mente propia, o sea, no puede llegar a pensar cosas muy bien por su propia cuenta. Hasta este momento Chrona solo puede mantener una conversación si está Maka sincronizada con ella. Su historia no ha sido bien definida, ya que solo hay pequeños recuerdos de su vida. Como la primera criatura que murió a manos de Chrona o la ocasión en que Medusa le encerró en el cuarto oscuro. Más que aquello no se ha visto.

## Habilidades
Una habilidad algo bizarra de ella es el estiramiento imposible de su cuerpo. Por ejemplo, la primera vez que vio a Kid en el barco fantasma en un movimiento inesperado dobló su espalda hacia atrás para después volver a incorporarse.
También tiene como habilidad hacer armas de la nada esto gracias a la sangre negra y a Ragnarok puede usar la resonancia de almas como Maka y aunque no es muy decidida tiene un gran poder.